# Ван Гуйцзюй, Иосиф
Иосиф Ван Гуйцзюй  (кит. 王奎聚 若瑟, 1863, Хэбэй — 13 июля 1900, Хэбэй) — святой Римско-католической церкви, мученик.

## Биография
На рубеже XIX—XX веков в Китае вспыхнуло Ихэтуаньское восстание, во время которого пострадало много христиан. 13 июля 1900 года Иосиф Ван Гуйцзюй, возвращаясь домой вместе со своим кузеном Иоанном Ван Гуйсинь, укрылся от проливного дождя в одном из домов сельского жителя, где находились повстанцы. Во время разговора повстанцы узнали в них христиан. Иосиф Ван Гуйцзюй был сразу же убит на месте.

## Прославление
Иосиф Ван Гуйцзюй был беатифицирован 17 апреля 1955 года римским папой Пием XII и канонизирован 1 октября [2000 года римским папой Иоанном Павлом II вместе с группой 120 китайских мучеников.
День памяти в Католической церкви — 9 июля.

## Источник
- George G. Christian OP, Augustine Zhao Rong and Companions, Martyrs of China, 2005, стр. 76 (англ.)